# La canasta
La canasta es una obra de teatro, escrita por Miguel Mihura y estrenada en el Teatro Infanta Isabel de Madrid el 1 de diciembre de 1955.

## Argumento
Laura, cantante de cuplé y Ramón, llevan quince años de apacible y feliz convivencia de pareja. Tras decidirse a dar el paso del matrimonio, las cosas empiezan a cambiar. Ella deja su profesión y tras una apariencia de vida burguesa y confortable con sus relaciones sociales y sus juegos de canasta, se esconde el fatal adulterio. Finalmente, Laura regresará al mundo artístico.

## Representaciones destacadas
- Teatro (Estreno, 1955). Intérpretes: Isabel Garcés, Rafael Alonso, Olga Peiró, Irene Caba Alba, Rafaela Aparicio, Julia Gutiérrez Caba, Irene Gutiérrez Caba, Emilio Gutiérrez.
- Teatro (2002). Intérpretes: Victoria Vera, Bruno Squarcia, Manolo Codeso, Eva Cobo, Milagros Ponti.